# Храмов, Андрей Владимирович
Андрей Владимирович Храмов (4 марта 1973, Горький) — российский рок-музыкант. Наиболее известен как вокалист групп «Земляне» и «Белый орёл».

## Биография
Андрей Владимирович Храмов родился 4 марта 1973 года в городе Горький. Окончил музыкальную школу по классу аккордеона. В 1991—1992 годах служил в армии. После армии Андрей некоторое время работал реставратором памятников каменного зодчества в городе Серпухов, также принимал участие в реставрации Храма Христа Спасителя в Москве.
Творческий путь Андрея начался в 1993 году в одной из групп города Серпухов. В 2001 году Андрей заочно окончил Московское областное высшее училище-колледж искусств по специальности «эстрадный вокал».
В 2002 году Андрей пробовался на роль вокалиста в группу «Ария». В августе 2002 года состоялось единственное выступление группы с составом Храмов-Холстинин-Дубинин-Удалов на Fender Party в клубе «Вудсток».
На одном из концертов кавер-группы Green Town присутствовали звезды хард-рока Гленн Хьюз и Джо Тернер, которые, послушав каверы на свои песни, высоко оценили профессионализм группы и даже исполнили хиты совместно.
В 2005 году Андрей вместе с группой Green Town был приглашен в Берлин выступить на свадьбе барабанщика группы Rammstein Кристофа Шнайдера.
В 2006 году Андрей Храмов стал вторым вокалистом и гитаристом группы «Земляне», в составе которой, записал кавер-версию песни Сэмми Майкла «My Name Is Sammy» под названием «Борсалино» и выпускает одноимённый видеклип. 7 ноября 2006 года на концерте, посвященном 30-летию группы «Земляне», Андрей исполнял мировые хиты совместно с Тони Мартином (экс-Black Sabbath), Тони Айомми (Black Sabbath), Кеном Хенсли (Uriah Heep), Дэном Маккаферти (Nazareth), Creedence Clearwater Revival, Animals, Аланом Силсоном (Smokie), Вольффом (Kingdome Come).
В 2007 году покинул «Землян».
В 2008 году Андрей Храмов являлся вокалистом группы «Orient X-press — земляне», состоящей из бывших участников «Землян».
Андрей Храмов в составе группы «Земляне» (фронтмен, вокалист) в апреле 2009 года совместно с игроками российской национальной команды записал «Гимн болельщиков» сборной России по футболу, а летом группа дала концерт на Ленинградском вокзале перед отправлением поезда с болельщиками на матч отборочного тура Чемпионата мира по футболу.
С 2010 по 2015 год пел в группе «Белый орёл».
С 2016 по 2018 год выступал преимущественно сольно с сессионными музыкантами.
21 февраля 2017 года Андрей выпустил клип на песню «Good Golly Miss Molly».
С 2018 по 2024 год — фронтмен и вокалист группы «Земляне».
С января 2025 года занимается сольной карьерой, успешно выступает с группой «Андрей Храмов Бэнд». В феврале 2025 года был выпущен первый сольный релиз «Она была пьяна», позже, с небольшими паузами, последовали премьеры новых песен «Я прошу у любви взаймы…» и «Этот безумный мир», которая была представлена клипом, эксклюзивно на официальном канале певца на Rutube.

## Личная жизнь
Женат с июля 2021 на Тарасовой Леде. 4 декабря 2020 года у них родился сын Павел.
От первого брака есть сын Андрей (1993 г.р.), от второго брака сын Степан (2016 г.р.).

## Общественная деятельность
В 2022 году поддержал нападение России на Украину, выступил на концертах в поддержку вторжения: 12 июня 2022 года, в составе группы, выступил на концерте в честь дня России в оккупированном российскими войсками Херсоне. 7 января 2023 года включён в санкционный список Украины так как «активно поддерживал политику Российской Федерации, которая подрывает территориальную целостность, суверенитет и независимость Украины, а также стабильность и безопасность в Украине».

## Коллективы[20]
- The Arrow (1995—2002, 2012)
- ХимерА (2002)
- разовое выступление с музыкантами группы Ария (2002)
- Магнат (2004)
- Green Town (1999—2006, 2013, 2015)
- Земляне (2006—2007, 2009, 2018—2024)
- Orient X-press — земляне (2008)
- GOODZILLA (2008)
- LongPlay (кавер-группа) (2009—2010)
- Белый орёл (2010—2015)

## Дискография
- The Arrow — «Children of Gods» (2001, Irond Records)
- Магнат — «Город Измены» (2004, Ария Рекордс)
- Miriada — «Иллюзия любви» (2006, Irond Records)[21]
- Белый орёл — «Не последний» (2012)

## Клипы
- «Земляне» — «Борсалино» (2006)
- «Белый орёл» — «На краю» (2011)
- Андрей Храмов — «Good Golly Miss Molly» (2017)
- «Земляне» — «Одиночество» (2019)
- «Земляне» — «Боже» (2019), ныне удалённый с официального канала «Земляне» по неизвестной причине.
- «Земляне» — «Глобус» (2019)
- Андрей Храмов - "Она была пьяна" (2025)
- Андрей Храмов - "Этот безумный мир" (2025)